# ボジョレーワイン
- ボジョレー
- ボジョレ
- ボージョレ
- ボージョレー
- ヌーヴォー
- ヌヴォー
- ヌーボー
- ヌーボ

ボジョレーワイン （フランス語: Vins du Beaujolais）とは、フランスワインの1つ。ローヌ県北部、ソーヌ＝エ＝ロワール県の数箇所のコミューンで生産されている。ブルゴーニュワインの1種類とされている。生産地域は、マコンとリヨンの間、ボジョレー地方の山のふもとである。
毎年11月第3木曜日（日付が変わった午前0時）に解禁される、特産品の新酒をボジョレー・ヌヴォー （仏: Beaujolais nouveau） という。以前はその年のブドウの出来栄えをチェックすることを主な目的としたもので、ワイン業者が主な顧客であったが、その後、解禁日をイベントとして、新酒として大々的に売る販売戦略や販売手法が確立され、現在はフランスでも、日本と同じ目的で一般の消費者向けに売られている（ブルゴーニュ地域圏のマコネー （Maconnais） 地区に隣接する地のワインはブルゴーニュ・ワインに分類される）。

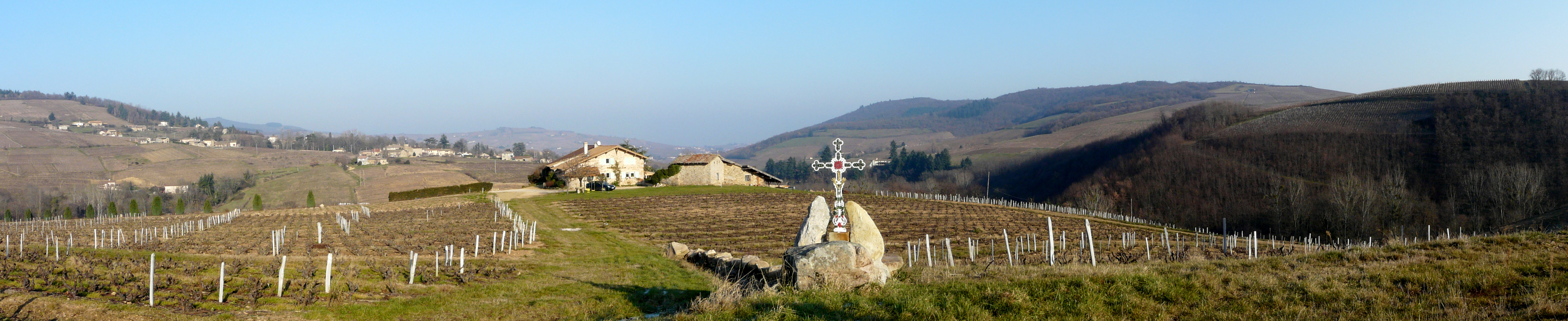
ブドウ畑の風景

## ボジョレーワイン

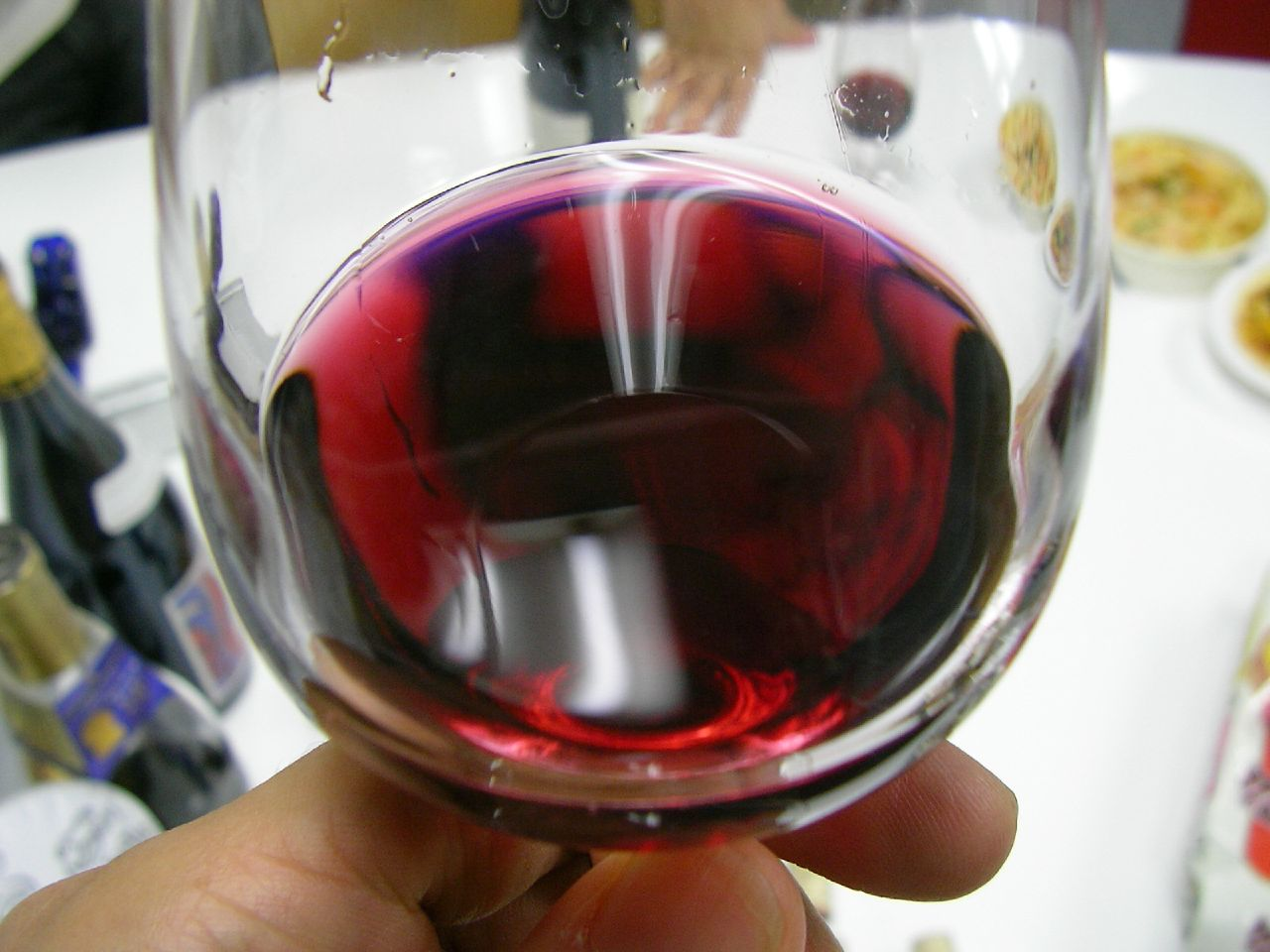
ボジョレー・ヌヴォー

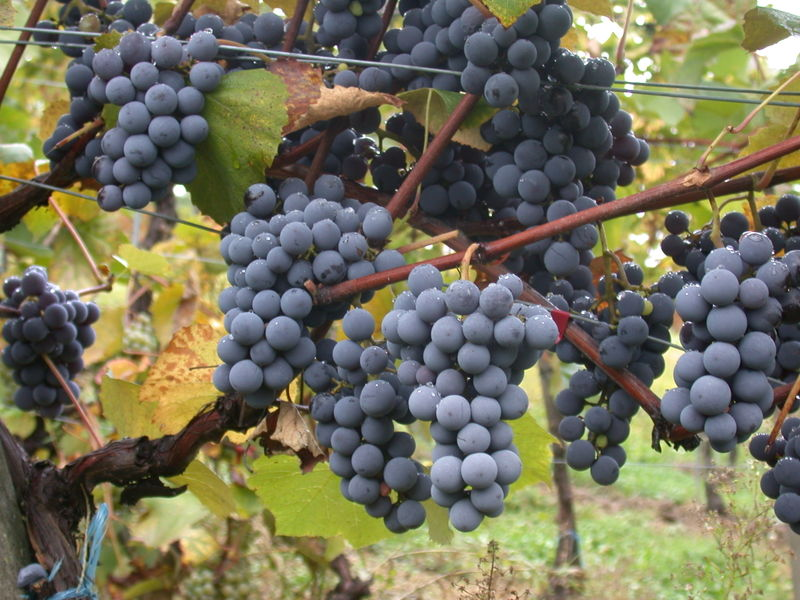
主力品種のガメ種

「ボジョレー」と名乗ることのできるワインは赤ワインであればガメ（またはガメイ、gamay）種、白ワインであればシャルドネ （chardonnay） 種を使用したものに限られ、これらはアペラシオン・ドリジーヌ・コントロレ（原産地呼称統制、AOC）によって定められている。しかし、白ワインは全体の生産量の1%にすぎないという。
赤ワインには一部地域を除きピノ・ノワール （pinot noir） 種の補助的な使用も認められているが、今日ではもはやピノ・ノワールが使用されることはない。

## クリュ・ボジョレー
この地域にはクリュ・ボジョレーと呼ばれる、より範囲の限定されたワイン産地が含まれる。下にこの範囲にはいっている村名を記す。なお、フランスのワイン法ではこれらの地域で作られたワインを生産された村名で販売することを許されているだけで、これらの地域からも単純なボジョレーワインとして地域名で出荷されることもある。
- サン・タムール （St. Amour）
- シェナ （Chenas）
- ジュリエナ （Julienas）
- シルーブル （Chiroubles）
- ブルイィ （Brouilly）
- コート・ド・ブルイィ （Cote de Brouilly）
- フルーリー （Fleurie）
- ムーラン・ア・ヴァン （Moulin a Vent） 発音例
- モルゴン （Morgon）
- レニエ （Regnie）

## ボジョレー・ヴィラージュ

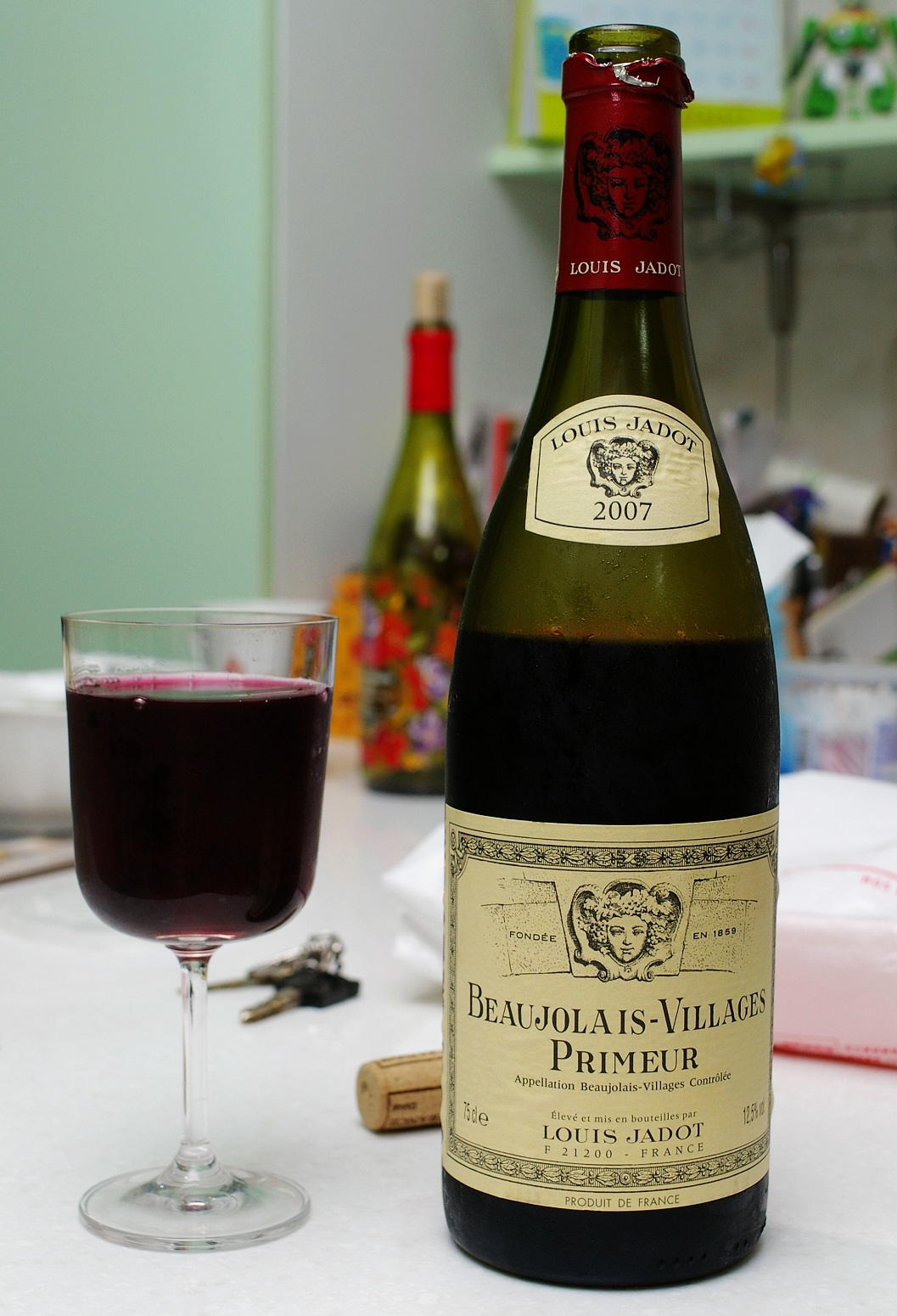
ボジョレー・ヴィラージュ

AOCボジョレーを構成する96ヶ村のうち、ソーヌ=エ=ロワール県の8か村とローヌ県の38か村は、ボジョレー・ヴィラージュのAOCを名乗ることができる。葡萄の収穫量やアルコール度数などが、普通のボジョレーより厳しい。ボジョレー・ヌヴォーにも、このAOCが適用される。

## ボジョレー・ヌヴォー
ボジョレー・ヌヴォーとは、フランスのブルゴーニュ地方南部に隣接する丘陵地帯・ボジョレーで生産されるヌヴォー（プリムールまたは試飲新酒）仕様の赤ワインである。したがって、ボジョレーの通常の赤ワインとは異なる。ヌヴォーは、ヌーヴォー、ヌーヴォ、ヌヴォ、ヌーボー、ヌーボなどとも表記される。試飲酒だけに、通常のワインが出来上がるより早く試飲できなければ意味がないために、ヌヴォー（試飲新酒）用のボジョレーは、ブドウを収穫したら速やかに醸造してボトルへ詰め、収穫したその年の11月に出荷を済ませる。ヌヴォー仕様で軽い仕上がりの赤ワインである。クリュ・ボジョレー等と違い長期の熟成には耐えられない。

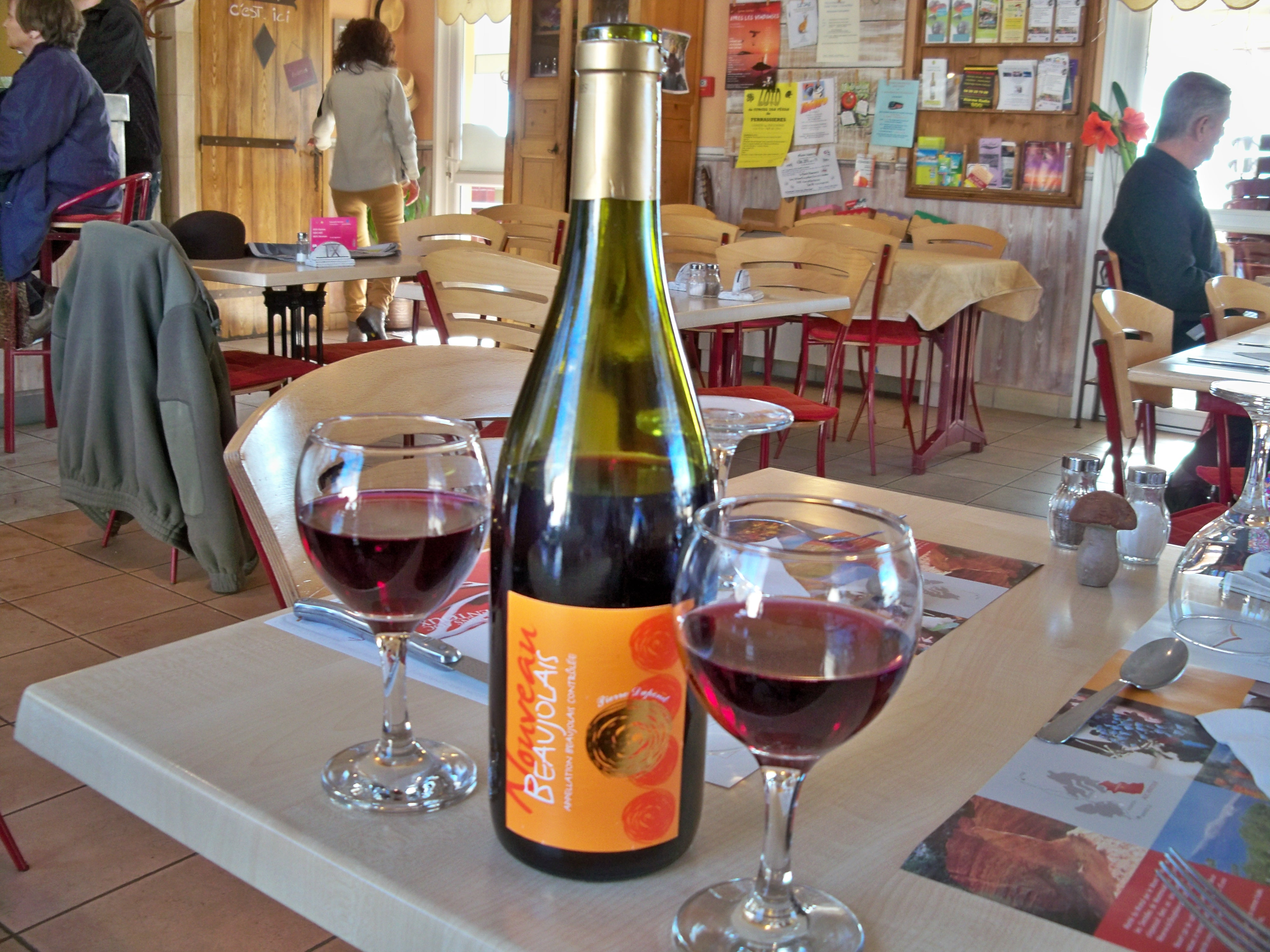
ボジョレー・ヌヴォー（2010年）

前述の「ボジョレー・ヴィラージュ」 （Beaujolais Villages） と呼ばれる、より限定された地域のものにもヌヴォーがあり、こちらには「ボジョレー・ヴィラージュ・ヌヴォー」というラベルが貼られる。つまり、これらヌヴォーとは、その年に収穫されたブドウ（ガメ種）の出来具合を確認するための試飲酒のことである。そのために、短期間でワインとして完成させなければならず、MC（マセラシオン・カルボニック、ないしは炭酸ガス浸漬）法と呼ばれる急速発酵技術を用いて、数週間で醸造される。業者などの毎年大量にワインを購入する者にとっては、その年の購入量を決めるための指針ともなる。
それぞれの国家の現地時間で、11月の第3木曜日（＝11月15日から21日のうち、木曜日に該当する日）の未明の午前0時に一般への販売が解禁される。日本は、時差の関係から、先進国の中でも早く解禁の時を迎えるため、これに合わせてワインとしては例外的に空輸される。かつては、毎年11月第3木曜日の0時までは、日本の税関を通過出来なかったが、24時間営業のスーパーマーケットやレストラン、バーなどでは、イベントも兼ねて当日午前0時になった瞬間に販売を始めるようになった。梱包箱には「○○年11月○○日午前0時以前の販売および消費 厳禁」の文字が書かれているが、フランスのAOC法による規制のため、その日より前に販売・消費しても、日本国内で法的に罰せられることはない。しかし、税関の『特別措置』として事前に通税し店舗に卸されているため、解禁日前に「フライング販売」をしている店舗があり、規則を守らない場合、事前に配送を受けることが禁止される可能性がある。

### 歴史
諸説あるが、ヌヴォーは、そもそも当地の農民が収穫を祝ったのが始まりとされる説、不作時にあるワイン醸造業者が、面白半分にワインの即醸法で作った所、果実香あふれるワインに仕上がり、たちまち評判になった説がある。本格的な輸出が始まったのは1968年である。当初の解禁日は11月11日であったがその後11月15日に改められ、さらに1985年から、11月の第3木曜日に改められた。解禁日が設けられた理由として、各メーカーがどこよりも早くヌヴォーを出荷し売上を稼ごうと競い合っていたものが、だんだんエスカレートしていき、ついにはワインとして十分出来上がっていないにもかかわらず、出回るようになってしまったからである。
日本への航空便での輸入は、1976年（昭和51年）に開始された。1980年代後半のバブル景気に大きなブームになり、解禁日未明に新東京国際空港に行って飲む人まで現れるなどの状況であったが、バブル崩壊でブームが終わった。しかし1997年（平成9年）頃から、赤ワインブームに乗って再び脚光を浴び、近年はニュースでも解禁の様子が伝えられるほどで、バブル時代を上回る市場規模となった。2004年（平成16年）ものは過去最大の販売数量を記録した。
日本はボージョレの最大の輸入国であり、2024年現在においても全体の輸出量の3～4割を占める。ただ、24年の輸入量は約14.5万ケース（1ケースは750ミリリットル12本換算）で、ピークだった04年の7分の1に減少した。
また、2009年（平成21年）のボジョレー・ヌヴォーは消費不況や製造・輸送コスト軽減の観点から、大手ワイン・ビールメーカーやスーパーマーケット、ディスカウントストアからペットボトル型の商品が相次いで投入され、円高とも重なり、中には750mlのレギュラーサイズで1000円を切る激安ボジョレー・ヌーヴォーも登場した。しかし、ボジョレー・ヌヴォー生産者側は伝統維持や品質保持に問題があることや「ペットボトルの中では（品質は）6カ月以上もたない」として、ペットボトル型商品の販売禁止を検討することを明らかにしたものの、フランス政府から自由競争に反するという理由で認められず、2011年（平成23年）11月17日に、ペットボトル型の販売禁止のルールを導入することを断念すると発表した。2011年ものでは、ハーフボトル （375ml） を390円や、3リットル紙パック入り2480円で販売するスーパー西友も出現した。
2022年、日本におけるボジョレー・ヌーヴォーの価格は販売各社で過去最高を記録する年となった。原因は、2022年ロシアのウクライナ侵攻に伴う航空運賃の高騰などで、一部製品でペットボトルを利用するなどコスト削減を進めたサントリーでも前年度の1.3-2.2倍の価格となった。
国内酒類大手ではアサヒビールが2024年に撤退し、サッポロビールも24年に続き25年も休売する見通し。さらに25年からはキリン傘下のメルシャンも販売から撤退した。一方、サントリーは販売を続ける方針。

### キャッチコピー問題
2003年のワインは100年に1度の出来、2009年のワインは50年に1度の出来と報道されるなど、毎年のように最高級の評価がなされることがある種の通例にまでなっており、こういった「○○年に一度」のような評価は専ら大手輸入業者や居酒屋店長、ソムリエのコメントであり、地元の「ボジョレーワイン委員会」の控えめな品質予想とはだいぶ異なる。輸入業者の担当者は「委員会の品質予想はわかり辛く、自分たちで直接ワイナリーに出向き、生産者と話をして判断している」という。尚、各年度の評価には以下のようなものがある。

#### 販売業者らの評価
（出典）
- 1983年「これまでで一番強くかつ攻撃的な味」
- 1985年「近年にない上物」
- 1992年「過去2年のものよりフルーティーで、軽い」
- 1995年「ここ数年で一番出来が良い」
- 1996年「10年に1度の逸品」
- 1997年「まろやかで濃厚。近年まれにみるワインの出来で過去10年間でトップクラス」
- 1998年「例年のようにおいしく、フレッシュな口当たり」
- 1999年「1000年代最後の新酒ワインは近年にない出来」
- 2000年「今世紀最後の新酒ワインは色鮮やか、甘みがある味」
- 2001年「ここ10年で最もいい出来栄え」
- 2002年「過去10年で最高と言われた01年を上回る出来栄えで1995年以来の出来」
- 2003年「110年ぶりの当たり年」
- 2004年「香りが強く中々の出来栄え」
- 2005年「タフな03年とはまた違い、本来の軽さを備え、これぞ『ザ・ヌーボー』」
- 2006年「今も語り継がれる76年や05年に近い出来」
- 2007年「柔らかく果実味豊かで上質な味わい」
- 2008年「豊かな果実味と程よい酸味が調和した味」
- 2009年「過去最高と言われた05年に匹敵する50年に一度の出来」
- 2010年「2009年と同等の出来」
- 2011年「100年に1度の出来とされた03年を超す21世紀最高の出来栄え」
- 2012年「偉大な繊細さと複雑な香りを持ち合わせ、心地よく、よく熟すことができて健全」
- 2013年「みずみずしさが感じられる素晴らしい品質」
- 2014年「太陽に恵まれ、グラスに注ぐとラズベリーのような香りがあふれる、果実味豊かな味わい」
- 2015年「過去にグレートヴィンテージと言われた2009年を思い起こさせます」

#### ボジョレーワイン委員会の品質予想
- 2002年「色付きが良く、しっかりとしたボディ」
- 2003年「並外れて素晴らしい年」
- 2004年「生産者の実力が表れる年」
- 2005年「59年や64年、76年のように偉大な年の一つ」
- 2006年「とてもうまくいった年」
- 2007年「果実味が豊かでエレガント」
- 2008年「フルーツ、フルーツ、フルーツ」
- 2009年「数量は少なく、完璧な品質。桁外れに素晴らしい年」
- 2010年「果実味豊かで、滑らかでバランスの取れた」
- 2011年「3年連続で、偉大な品質となった」
- 2012年「心地よく、偉大な繊細さと複雑味のある香りを持ち合わせた」
- 2013年「繊細でしっかりとした骨格。美しく複雑なアロマ」
- 2014年「エレガントで味わい深く、とてもバランスがよい」
- 2015年「記憶に残る素晴らしい出来栄え」
- 2016年「エレガントで、魅惑的なワイン」

### 各年度の詳細
1980年
7000箱輸入
1981年
3000箱輸入
1984年
3万3000箱輸入
1985年
3万5000箱輸入
1987年
過去最高の8万9000箱が輸入され、浜谷浩・古谷三敏らが呼びかけた「解禁日の真夜中にボージョレヌーボーを楽しむ会」は大盛況。輸入量は世界第7位となった。
1988年
バブル景気も相まって、昨年の7割増しである15万3000箱輸入され、洋食店のほか中華料理屋や焼肉屋、蕎麦屋にまで「ヌーボーあります」という張り紙がなされるほどの一大ブームとなった。世界一早い解禁パーティが開かれた成田ビューホテルでは、ボジョレー地方の民謡「ボジョレー・ヌヴォー・エ・タリベ」を演奏し、キャンドルと樽を持ったソムリエが、ピラミッド型にグラスを重ねた「ヌーボー・タワー」を実演するなど本場顔負けのセレモニーが行われた。
1989年
酒税法改正で、2500円程度にまで値下がりしたため、昨年の倍以上の40万箱の輸入が見込まれた。競争が過熱し、貨物チャーター便の奪い合いが起きたり、世界最大級の貨物機であるアントノフ124型機も投入されたりしたが、貨物機の供給が足りなくなり、一部で解禁日に間に合わないなど混乱が発生。新東京国際空港は、少しでも早く味わおうというファンや積み出しのトラックで大賑わいとなる。JR東日本は、ワインファンを乗せた団体専用列車「ボージョレ・ヌーボー・エクスプレス」を運行した。
1990年
過去最高の47万箱を輸入。しかし天皇陛下の即位の礼が11月12日に予定され、国賓ラッシュで航空便に支障があるとして、日本に限り一週間遅れの第4木曜日が解禁日に設定された。このため「世界一早く飲める」という魅力がなくなった上に、円安フラン高の影響、解禁日遅れに伴う倉庫保管料・航空運賃上昇などのコスト増で、販売価格が前年の4割以上高騰した。
1991年
価格は3000円に値下がりし、解禁日も例年通りに戻る。しかしブドウの不作が続き、バブル崩壊もあって人気は下火。
1992年
不作だったが、輸入メーカーは「過去2年のものよりフルーティーで、軽い」と評するも昨年比60%減で、ピーク期の89年と比べ3分の1に落ち込んだ。
1993年
3年連続でブドウの不作。円高フラン安と需要減のため600円近く値下がりしたが、輸入量は13万5000本にとどまる。
1994年
4年連続不作。4万箱に落ち込んだ。
1995年
5年連続の不作に加え、フランスが海外県ポリネシアのファンガタウファ環礁で核実験をしたため、核実験反対の不買運動が激しくなり、日本消費者連盟など102団体が、ボジョレーヌヴォボーの輸入見合わせを、日本国内の輸入会社や商社に呼びかけ、例年各地で開かれていたヴォーボー・フェアも中止が相次ぎ、輸入量はピーク時の90年の5分の1に落ち込んだ。
1996年
天候良好で6年ぶりの豊作、さらに「赤ワインのポリフェノールは動脈硬化を防ぐ」といった研究報告が相次いだ影響でワインブームが到来、15万6000箱を輸入。
1997年
収穫直前に雨が少なく、ブドウの生育に最適の気候だった。フランス食品振興会は「まろやかで濃厚。近年まれにみるワインの出来で過去10年間でトップクラス」と評価。一方でアジア通貨危機の影響で日本市場が標的にされたのではという専門家の意見もある。
1998年
8月に好天に恵まれ、さらに赤ワインブームの影響で昨年の5倍の輸入量を記録。
1999年
好天に恵まれ、「1000年代最後の新酒ワインは昨年より酸味が少なくフルーティーで口当たりがよく、近年にない出来」（岩田屋本館）と評された。
2000年
天候が順調でブドウの出来はよく、「今世紀最後の新酒ワインは色鮮やか、甘みがある味に仕上がった」（大手酒造会社）と評した。輸入量41万箱は1989年に次ぎ過去2番目の量を輸入。
2001年
夏暑く、9月から涼しくなり酸味と甘みのバランスのとれたブドウが収穫され、「ここ10年で最高」と評された。
2002年
ヨーロッパ全域で好天に恵まれブドウの糖度が増し、「今季は例年以上に良好な味わいに仕上がっている」“砂糖菓子にも似た甘い香りが鼻をくすぐる」。
2003年
全仏を襲った猛暑の影響で、ブドウの糖度が増し、「フルーティーで香りも豊かで110年ぶりの当たり年」と評され、過去最高の輸入量60万ケースを記録、解禁後に売り切れが続出した。
2004年
ボジョレー地方の夏の気温があまり上がらなかったため、ブドウは平年並みの出来だった。輸入メーカーは「ブドウの選別を厳しくしたため、ワインの出来自体は平年より軽やかな味で香りが強く中々の出来栄え」と評した。
2005年
少雨だが猛暑ではなく、収穫前に恵みの雨が降る理想の天候でブドウの生育は順調だった。サントリーの担当者は「タフな03年産とはまた違い、酸味が少なく果実味が凝縮し本来の軽さを備え、これぞ『ザ・ヌーボー』。ワインを飲んだことのない人にも楽しめる」と評した。
2006年
7月に1959年以来の猛暑を記録。適度に熟し逞しく育ったブドウが収穫でき、輸入メーカーは「丸みのある味わいと、キイチゴやカシスなどを思わせる香り、酸味がやわらかく果実味が前面に出ており、やさしく、まろやかで、今も語り継がれる76年や05年に近い出来」。
2007年
夏の気温が低かった影響で収穫量が減るも、収穫期は理想的な天候に恵まれ、「キイチゴのような甘酸っぱい香りと紫がかった赤色が生まれ、柔らかく果実味豊かで上質な味わい」（デパート山形屋）と評されたも、輸入量は1146万本と3年続けて減少。
2008年
夏の悪天候の影響で収穫が約2週間遅れる。輸入業者は「豊かな果実味と程よい酸味が調和した味」と表現。
2009年
収穫時の天候に恵まれ糖度の高いブドウが収穫され、サントリー担当者は「濃縮された味わいに仕上がり、甘みだけでなく酸味もしっかりしていて、過去最高と言われた2003年に匹敵する50年に一度の出来」という。
2010年
冬から春にかけての寒さでブドウの生育に遅れが出るも、7月〜9月に好天が続き、輸入業者の評価は「ワインの出来は良く、新酒らしいフレッシュな味」だった。
2011年
春に猛暑に見舞われ、夏は好天続きという理想的な天候。果皮と果汁のバランスが良い完熟度の高い小粒のブドウが早く収穫され、「エレガントな香りと、なめらかな口当たり、ほどよい果実味と酸味、スムーズな喉越しとバランスがとれ、100年に1度の出来とされた2003年を超す21世紀最高の出来栄え」と褒め称えた。
2012年
雹や冷夏などの気候条件が厳しく、ブドウ収穫量が過去50年で最小だった。「実が小さい分凝縮感のある味わい、心地よく、偉大な繊細さと複雑味のある香りを持ち合わせ、糖度と酸度のバランスがよい、軽やかな味」（サントリー担当者）
2013年
春先に雨が続き、ブドウの収穫量は例年に比べると少なかった。「ブドウの粒は小さいが、夏以降天候に恵まれ、みずみずしさが感じられる上質な味わい」。

### ワインの特徴
独特の製造方法のためにごくわずかながら炭酸ガスを含有するのと、少ない酸とタンニンにより独特の清涼感をも感じさせてくれるワインでもある。しかし、醸造時に果梗との接触時間が長いため、果梗由来の特有の苦みを有する。また、果皮や種から溶出するタンニンや色素が少ない為、色は比較的薄く口当たりの柔らかいワインとなる。
一般的なワインは熟成中の状態で出荷され、温度管理されたワインセラーに置くことで味が良くなっていくが、ボジョレーヌヴォーは、それ以上熟成しない状態で出荷されるため、値段と比べれば味はそこそこだが長期保存できない（あとは劣化するのみ）という特徴がある。そのため、ボジョレーヌヴォーは製造年内に消費することが奨められている。

### 製法
葡萄収穫 → 未破砕のままタンクに入れる → 酵素による細胞内発酵 → その後、破砕、搾汁 → 酵母によるアルコール発酵 → 澱引き（濾過） → タンク貯蔵熟成 → 瓶詰め → 出荷（必要に応じ、二酸化硫黄を添加する）
一般のワインの場合は搾汁した葡萄液を酵母によりアルコール発酵させるのに対し、近代的なマセラシオン・カルボニック（カーボニック・マセレーション、ないしは炭酸ガス浸漬）法の場合は除梗と破砕をせず皮ごとボンベ由来の高濃度の二酸化炭素ガスまたは窒素ガス雰囲気（嫌気雰囲気）に果実を置く事から始める。この嫌気雰囲気下で、細胞内の酵素の作用により 1.5%〜2.5%のアルコールとコハク酸やグリセリンなどが生じリンゴ酸は減少し、果汁が自然にしみ出す。細胞内発酵と同時に、果皮は柔らかくなり浸み出した果汁の中では果皮に付着している天然の酵母による発酵と乳酸菌によるマロラクティック発酵 （Malo-Lactic Fermentation） も進む。しかし、短期間で発酵を終えるために一般的なワインより高温で醸造される事もあり、通常の酵母のみによる発酵と比較し、カルボン酸エステル類等のフレーバーの元となる物質は多く失われてしまうが、複雑なアロマや果梗由来の苦みが付与される。
伝統的手法では、酵母によって半発酵状態となっている搾汁液を二酸化炭素源として使用する。この細胞内発酵の期間は周囲の温度で状態は変動するが、通常は10日程度で終了する。この後搾汁した液体に酵母を添加し30-34℃前後で2-3日発酵させる。発酵を終えたワインは澱引きされ、瓶に詰められる。この手法は果梗と接触している時間が長いことから、酢酸菌や乳酸菌による腐敗を起こす可能性がある。
半発酵状態の搾汁液を現地ではパラディと呼び（天国の意）、低アルコール度数のライトドリンクとして製造業者の密かな楽しみとなっているが、市場には出回らない。

## ボトルラベル
ジョルジュ・デュブッフ社やアルベール・ビジョー社によるワインには斬新なデザインのカラーのボトルラベルが付いており、毎年新しいものとなる。

## 片仮名表記
Beaujolais の片仮名表記については現在、種々の表記がみられる。
- ボジョレー: 最後の音節に来るアクセントを長音符で表した場合。テレビやコンビニで使われることが多い。
- ボジョレ: 最後の音節に来る規範アクセントを長音符で表さない場合。「ボジョレー」と共に、雑誌やワイン売場の店頭でよく見られる（こちらがフランス語の発音に忠実）。
- ボージョレ/ボージョレー: eau を慣習的に長音の「オー」で転写する場合。仏語では eau は単母音（また、アクセントが来ない限りは短母音）であるが、これが英語に入ると二重母音 /ou/ で発音される（例えば bureau）。このカナ転写は英語的読みに由来する。ソムリエ協会や新聞で使われることが多い。

著名なフランス料理のシェフであるアラン・デュカスは Beaujolais nouveau の最も近い片仮名表記を「ボジョレ・ヌヴォー」としている。『広辞苑』には「ボージョレー」として第四版（1991年）から記載された。
FORVOで実際の発音例を確認できる。